# Jakob Grünenwald
Jakob Grünenwald (* 30. September 1821 in Bünzwangen; † 26. September 1896 in Stuttgart) war ein schwäbischer Genremaler und Illustrator.

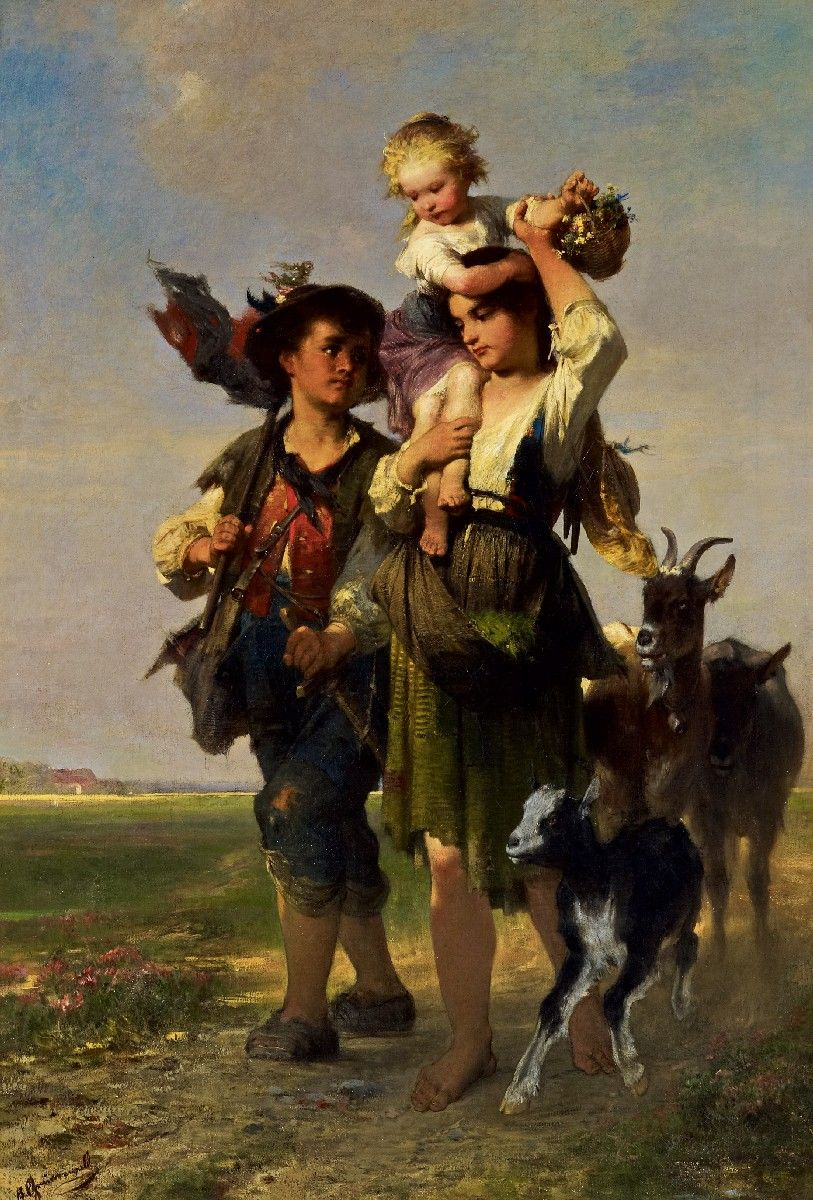
Jakob Grünenwald: Kinder mit Geißen

## Leben
Jakob Grünenwald war das achte Kind des Lohnwebers und Kleinbauern Johann Georg Grünenwald und seiner Frau Rosina. 1840 begann er an der Königlichen Stuttgarter Kunstschule seine Ausbildung zum Historienmaler bei Bernhard von Neher und Johann Friedrich Dieterich, wobei er sich bevorzugt mit religiösen Themen beschäftigte.
1853 siedelte er nach München über, Sitz der berühmten Münchner Akademie und damalige künstlerische Hochburg, wo er zusammen mit anderen Landsleuten wie Carl Ebert, Anton Braith und Albert Kappis auch mit Münchner Künstlern wie Carl Spitzweg zusammenarbeitete. 1855 heiratete er die Stuttgarterin Maria Dorothea Rapp.
Grünenwald erhielt verschiedene öffentliche Aufträge und war bis 1881 in zahlreichen Ausstellungen in ganz Deutschland vertreten, so in Dresden, Berlin und im Münchner Glaspalast. In seiner Münchner Zeit widmete er sich überwiegend der Genremalerei und schuf die meisten seiner bekannten Werke.
Als das Interesse an seinen Arbeiten in München sank, wurde er durch Vermittlung seines ehemaligen Lehrers Neher 1877 als Professor an die Stuttgarter Kunstschule berufen, so dass sein Lebensunterhalt gesichert war. Grünenwald wirkte dort als Leiter der Zeichenklasse bis zu seinem Tod; zu seinen Schülern zählten u. a. Karl Bauer, Karl Hartmann, Georg Jauss und Hermann Pleuer. Als Mitglied im Ausschuss des „Vereins für christliche Kunst in der evangelischen Kirche Württembergs“ übte er Einfluss auf die zeitgenössische religiöse Kunst aus, die auch den Schwerpunkt seiner Auftragsarbeiten in dieser Zeit bildete. Grünenwald wurde auf dem Stuttgarter Pragfriedhof in Abteilung 6 in einem Grab mit einem einfachen Liegestein bestattet.

## Schaffen
Lange war Grünenwald als Maler in Vergessenheit geraten, obwohl er zu Lebzeiten sehr populär war und einige seiner Genrebilder (Der Wirtin Töchterlein, Schwäbisches Brautpaar erhält den großmütterlichen Segen) als Stahlstiche weite Verbreitung fanden.
Erst in den 1980er Jahren, als sich die Genrebilder wieder größerer Beliebtheit erfreuten, wurde Grünenwald wiederentdeckt. Die umfangreichste, öffentlich zugängliche Sammlung seiner Werke befindet sich im Städtischen Museum Göppingen im Storchen. Im Landesmuseum Württemberg ist er ebenfalls mit Arbeiten vertreten. Seit 3. Oktober 2021 ist die Jakob-Grünenwald-Kollektion in neuer Hängung im Stadtmuseum Alte Post zu sehen. Hier ist sie nun Teil der Dauerausstellung. Durch stetige Erwerbungen des Leiters des Ebersbacher Stadtmuseums wuchs der Kunstbestand zur größten Grünenwald-Kollektion in öffentlichem Besitz an.
- um 1845 malte er unter Dietrichs Leitung das Hochaltarbild Schlüsselübergabe an Petrus
- 1850 wurde er mit der Darstellung eines krankenheilenden Christus bekannt.
- 1863 schuf er als ersten Höhepunkt seiner künstlerischen Laufbahn für das neuerbaute Bayerische Nationalmuseum in München das Fresko mit dem Thema Die Schlacht bei Aidenbach. Der Entwurf hierzu befindet sich in der Galerie der Stadt Stuttgart.
- 1867 war sein als Hauptwerk geltendes Gemälde Nach dem Hagelschlag auf der Weltausstellung in Paris zu sehen; es ist heute im Bestand des Landesmuseums Württemberg.
- 1869 Das Mädchen aus der Fremde.
- 1871 Heimkehr vom Feld.
- 1873 Kasperltheater.
- 1875 erschien die von Georg Scherer herausgegebene Sammlung Die schönsten deutschen Volkslieder (Dürr, Leipzig) als illustrierte Prachtausgabe mit Holzschnitten nach Zeichnungen von Grünenwald.
- nach 1877: Fresken und Glasfenster, z. B. Entwürfe für die Fenster des Kirchensaals Bad Boll.